# Trochanteridromus scutatus
Trochanteridromus
Genre
Espèce
Trochanteridromus scutatus, unique représentant du genre Trochanteridromus, est une espèce fossile d'araignées aranéomorphes de la famille des Trochanteriidae.

## Distribution
Cette espèce a été découverte dans de l'ambre de la mer Baltique. Elle date du Paléogène.

## Publication originale
- (en) Wunderlich, 2004 : Fossil spiders of the family Trochanteriidae (Araneae) in Baltic, Dominican and Mexican amber, with a revision of the genus Sosybius Koch and Berendt 1854. Beiträge zur Araneologie, vol. 3, p. 1699–1732.